# Bulkington (Wiltshire)
Bulkington – wieś w Anglii, w hrabstwie Wiltshire. Leży 35 km na północny zachód od miasta Salisbury i 137 km na zachód od Londynu. W 2001 miejscowość liczyła 273 mieszkańców.